# Shabab Khan Younes
El Shabab Khan Younes es un equipo de fútbol de Palestina que juega en la Liga de la Franja de Gaza, una de las ligas que conforman la primera división de fútbol en el país.

## Historia
Fue fundado en el año 1960 en la ciudad de Khan Younes, y en su historial cuentan con un título de liga, dos títulos de copa en la Franja de Gaza, así como el título de la Supercopa de Palestina que se jugó por única vez en el año 2000.

## Palmarés
- Liga de la Franja de Gaza: 2

2010/11, 2017/18
- Copa de la Franja de Gaza: 3

2000, 2015/16, 2017/18
- Supercopa de Palestina: 1

2000